# 沈达人
沈达人（1928年8月—2017年8月2日），男，汉族，江苏吴县（今苏州市吴中区）甪直镇人，中国共产党、中华人民共和国政治人物，1951年7月参加工作，1954年9月加入中国共产党，曾任中共江苏省委书记、江苏省人大常委会主任及中共宁夏回族自治区党委书记等职务。

## 生平

### 早年及江苏省
1951年起历任江苏省常州市地方国营新毅纺织厂技术员、计划科科员，华东纺织局计划训练班学员，副厂长，常州市地方国营新毅纺织厂计划科副科长、车间副主任、生产办公室主任。
1958年任常州市地方国营新毅纺织厂副厂长。
1960年任常州市纺织工业局人事秘书科科长。
1961年任常州市纺织工业局副局长。
1968年起历任常州市纺织工业系统革委会副主任，常州市纺织工业局革委会主任、党委书记、局长，中共常州市委常委。
1980年起历任中共常州市委副书记、常州市革委会副主任，常州市人民政府市长，中共常州市委书记。
1983至1986年任中共江苏省委副书记。

### 宁夏回族自治区
1986至1989年任中共宁夏回族自治区党委书记。

### 重返江苏省
1989至1993年任中共江苏省委书记。
1993至1998年任江苏省人大常委会主任。
是中共十二大代表，第十三届、十四届中共中央委员。

## 逝世
2017年8月2日，沈达人因病医治无效于南京逝世，享年90岁。8月6日，其遗体告别仪式在南京举行。